# Dicranomyia (Dicranomyia) halophila
Dicranomyia (Dicranomyia) halophila is een tweevleugelige uit de familie steltmuggen (Limoniidae). De soort komt voor in het Neotropisch gebied.